# منطقة توكاي
منطقة توكاي (باليابانية: 東海地方 توكاي تشيهو) هي منطقة جزئية من المنطقة المتوسطة (منطقة تشوبو) في اليابان التي تمتد على طول المحيط الهادي. تعني كلمة «توكاي» باللغة اليابانية البحر الشرقي. تتضمن هذه المنطقة بشكل رئيسي المحافظات التالية:
- محافظة شيزوكا
- محافظة آيتشي
- محافظة غيفو
- محافظة ميه

أكبر المدن في هذه المنطقة هي مدينة ناغويا. تعتبر منطقة توكاي من مناطق الصناعات الثقيلة، كما أن سواحلها عليها مدن كثيفة السكان ذات نشاط اقتصادي كبير.

## أهم الشركات
- تويوتا
- ياماها
- شركة كاواي لصناعة الآلات الموسيقية

## معرض صور

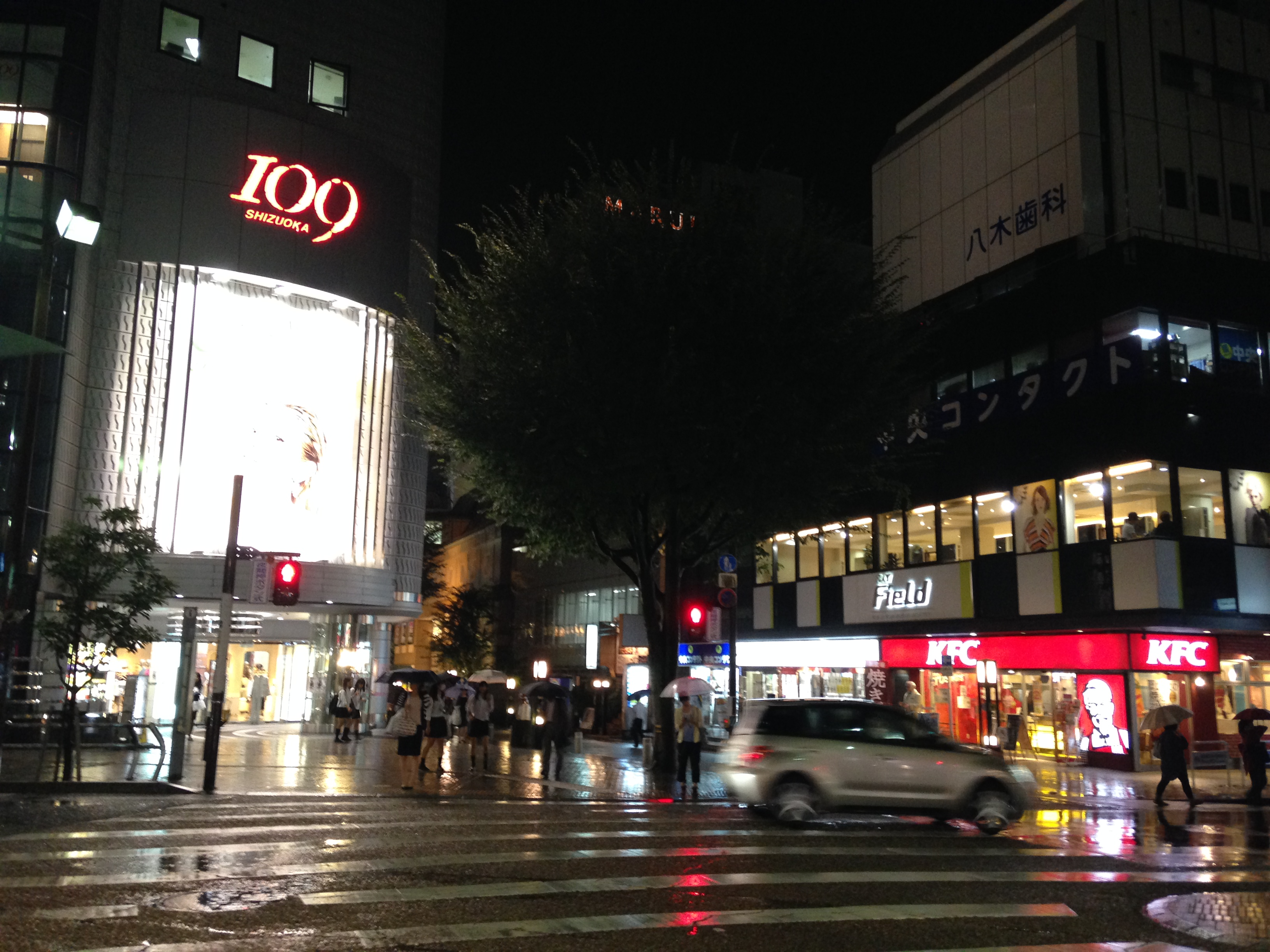
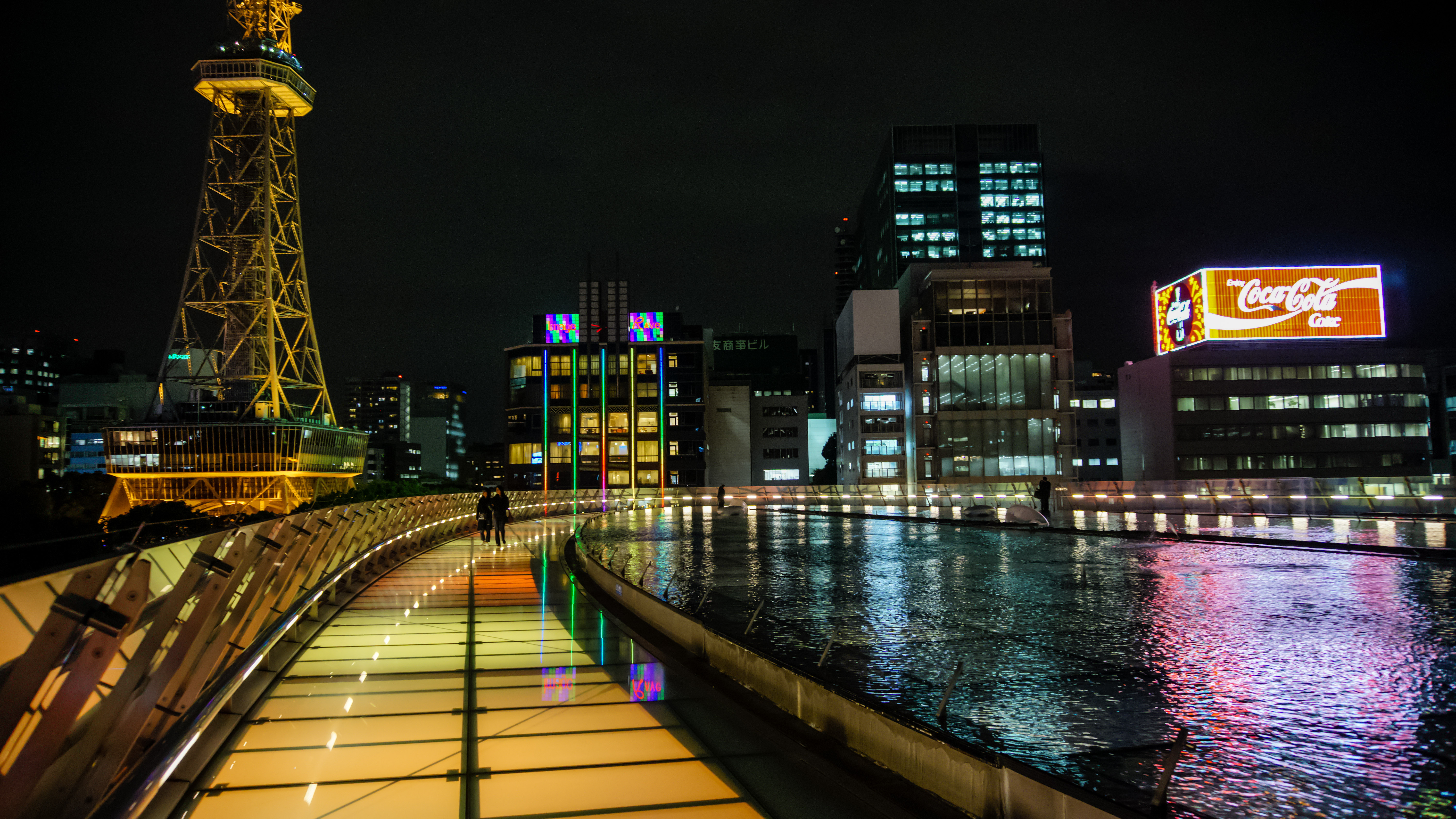
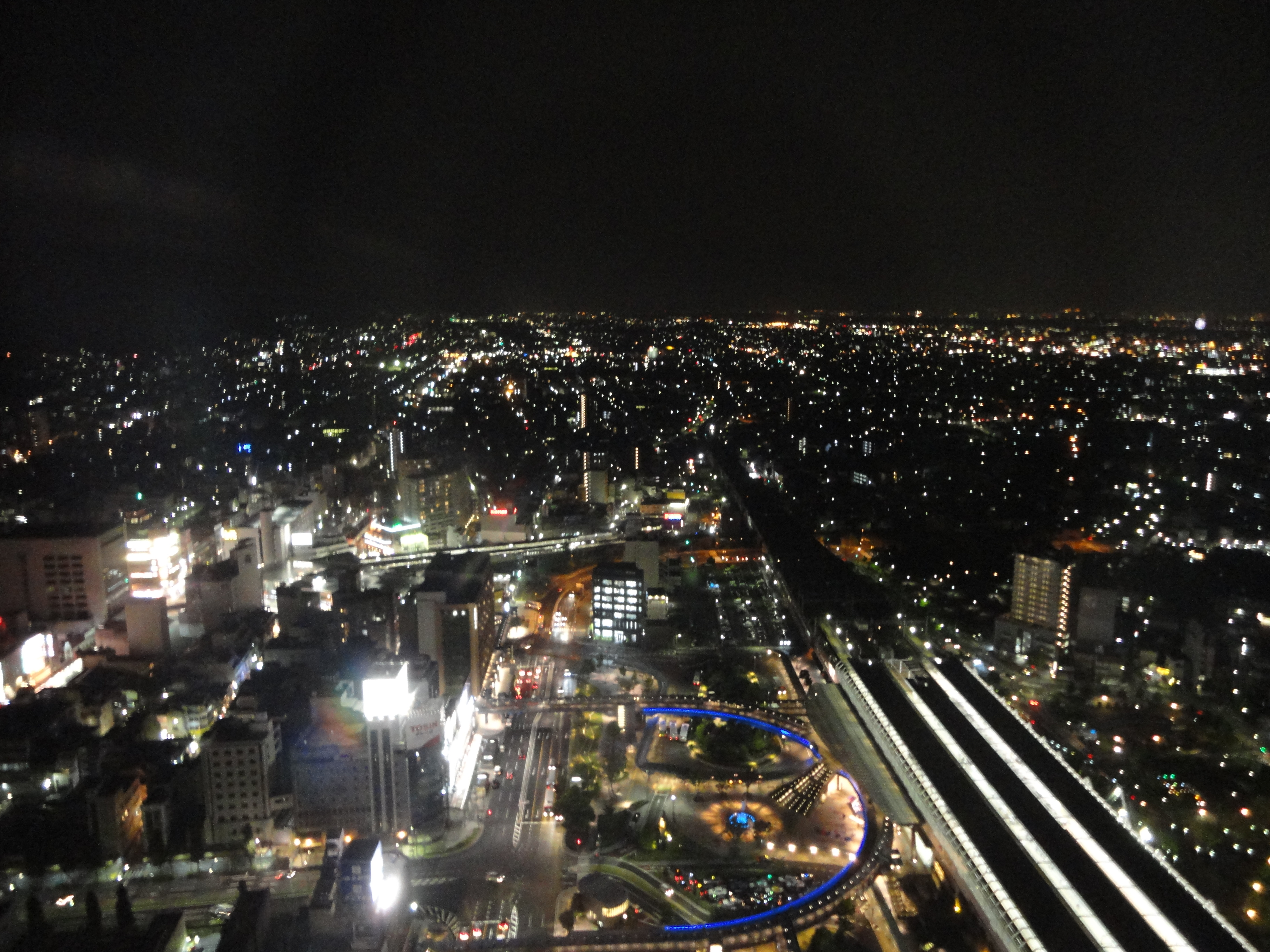
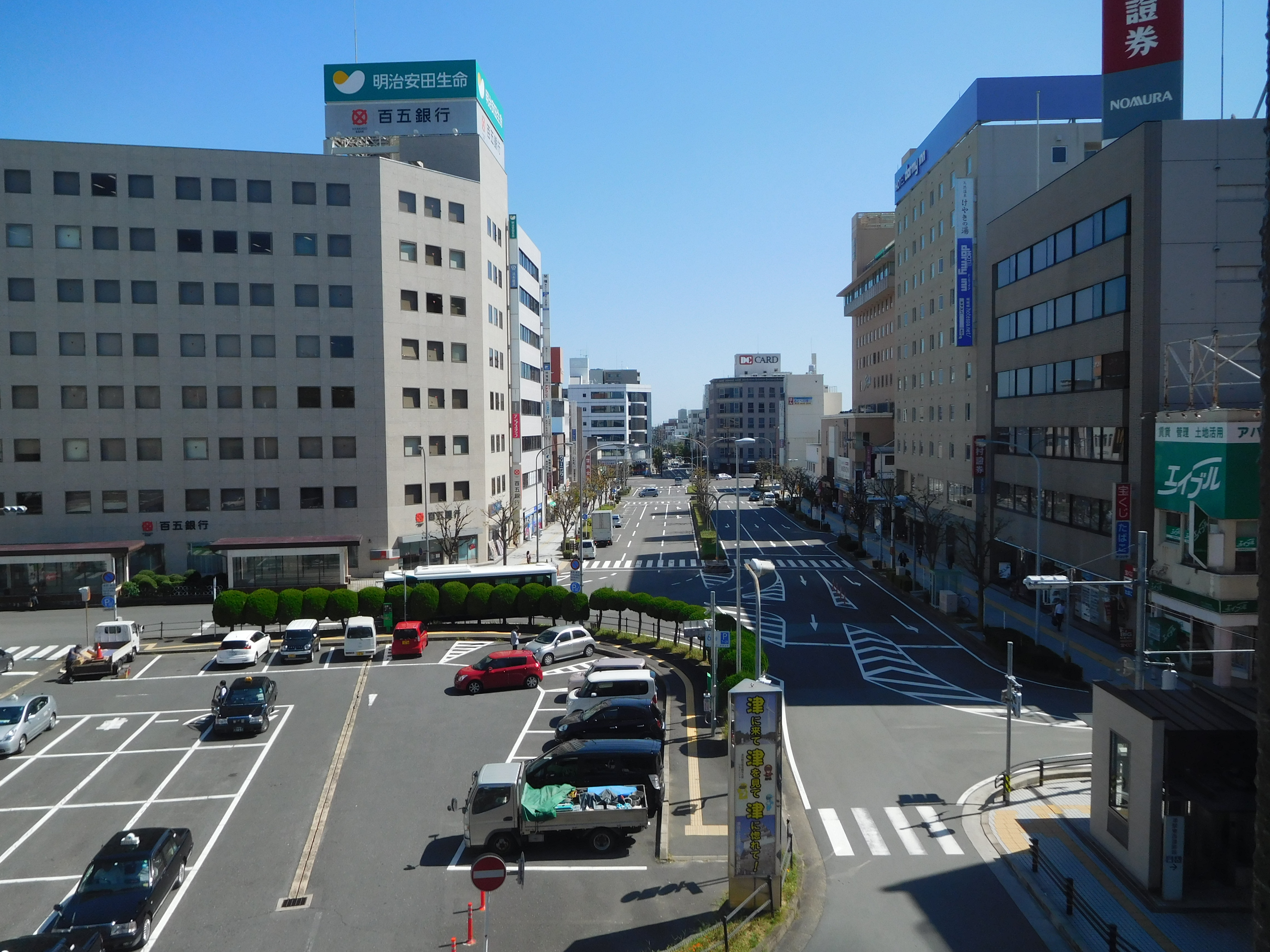
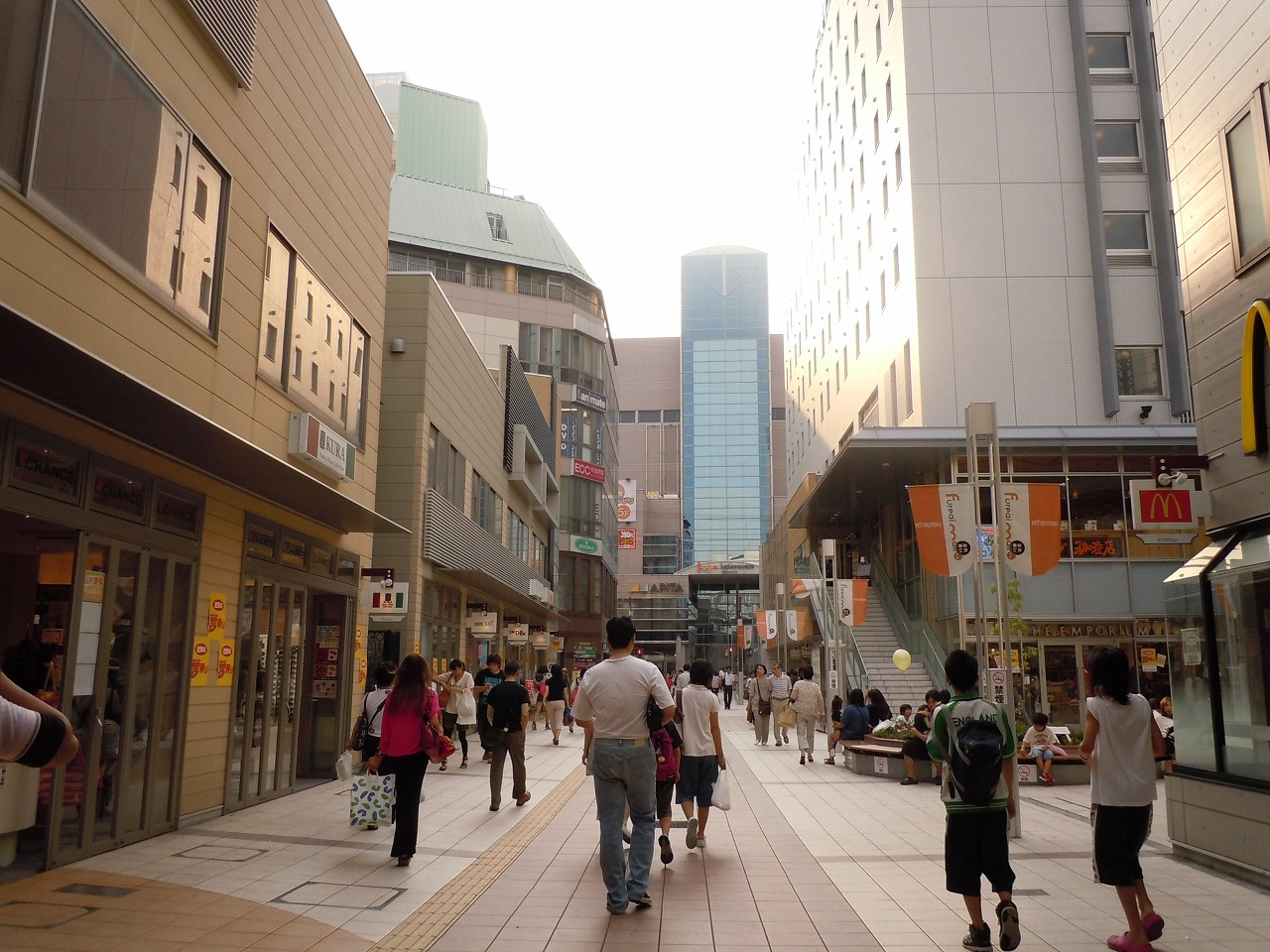
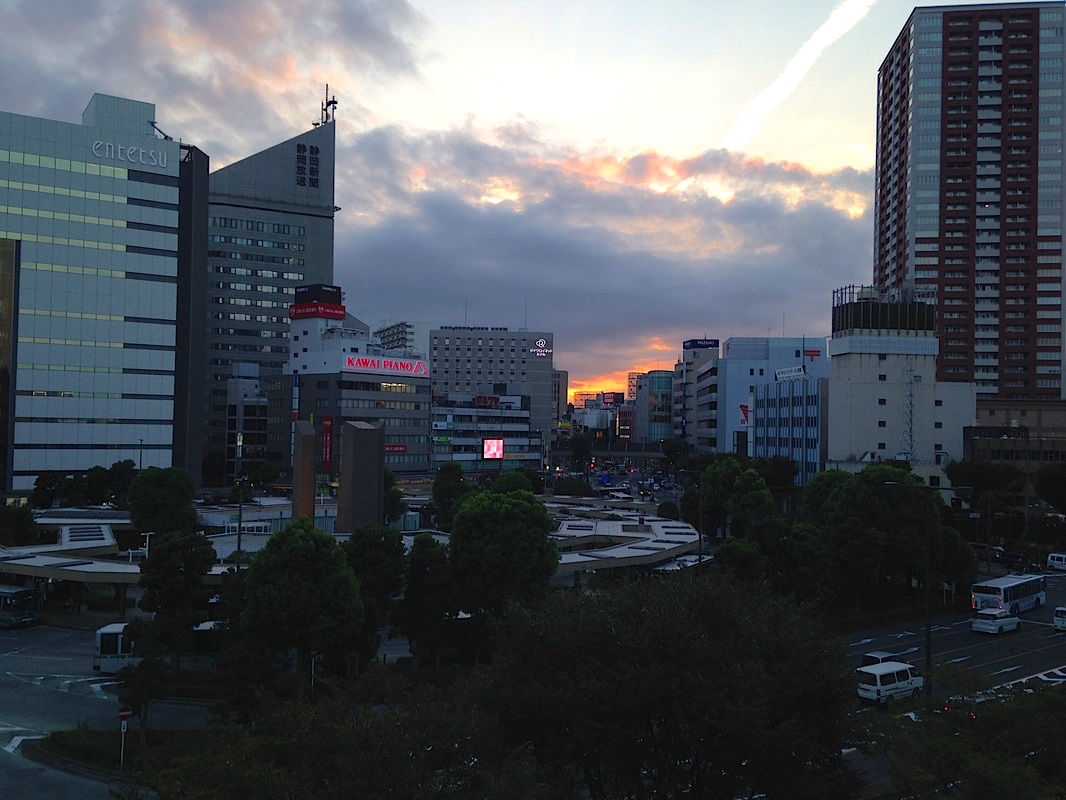

## أهم الجامعات
- جامعة ناغويا
- معهد ناغويا للتقنية
- جامعة غيفو
- جامعة ميه
- جامعة تشوكيو

## أهم المطارات
- مطار تشوبو الدولي
- مطار ناغويا المحلي